# Gibraltar Chronicle
Gibraltar Chronicle – gazeta wydawana na Gibraltarze nieprzerwanie od 1801 roku, dziennik od 1821 roku. Gibraltar Chronicle jest drugą najstarszą na świecie gazetą wydawaną w języku angielskim.
Pierwszy numer ukazał się 4 maja 1801 roku pod tytułem "Continuation of the Intelligence From Egypt Received by His Majesty`s Ship Flora in Three Weeks from Alexandria". Trzy pierwsze strony w językach angielskim i francuskim przekazywały wieści z Egiptu. Czwarta strona zawierała opis zwycięstwa admirała Horatio Nelsona pod Kopenhagą i listę poległych oficerów na obu frontach. Drugi numer ukazał się 8 maja 1801, trzeci - 15 maja 1801 roku pod zmienionym tytułem Gibraltar Chronicle, który obowiązuje do dnia obecnego.
Do historii dziennikarstwa brytyjskiego, przeszedł dzień 21 października 1805 roku, kiedy w Gibraltar Chronicle redaktor i wydawca Charles Buisson wydrukował wiadomość o zwycięstwie Nelsona pod Trafalgarem i opis bitwy. Było to wydarzenie sensacyjne, ponieważ do Wielkiej Brytanii i króla wiadomość dotarła dopiero 6 listopada i The Times umieścił ją na swoich łamach dzień później. Na Gibraltar wiadomość o zwycięskiej bitwie przywieźli rybacy, którzy napotkali na morzu brytyjską flotę.
Nakład dziennika wynosi obecnie około 5000 egzemplarzy. Gazeta ukazuje się codziennie od poniedziałku do soboty, w formacie tabloidu. Ma wersję drukowaną i elektroniczną. Można ją prenumerować w wydaniu papierowym lub subskrybować przez internet.